# Каржантау
Каржанта́у (каз. Қаржантау жотасы, узб. Qorjontov/Қоржонтов) — гірський хребет в Південно-Казахстанськый області Казахстану і Ташкентській області Узбекистану, входить в гірську систему Західного Тянь-Шаню.

## Розташування
Каржантау є гірським хребтом у складі гірської системи Західного Тянь-Шаню. Велика частина хребта розташовується на території Казахстану, лише на заході він заходить на територію Ташкентської області Узбекистану. Гірське пасмо витягнуто в напрямку з південного заходу на північний схід.

## Геоморфологія
Середні висоти в центральній частині складають 2000 м, в південно-західній — 700—800 м. Окремі вершини досягають 2500—2800 м. Найвища точка Каржантау — гора Мінгбулак (2823 м). Знижуючи на північний захід, хребет переходить у височину Карачатау. Тут по хребту проведено державний кордон між Казахстаном і Узбекистаном (протягом 30-40 км), що прямує в північно-східному напрямку, впираючись в середню частину Угамського хребта. На півночі Каржантау прямує практично в широтному напрямку. Загальна довжина хребта становить 90 км.
Хребет Каржантау утворений, головним чином, палеозойськими магматичними породами, піщаником, глинистими сланцями, конгломератами  . Місцями гори складені кам'яновугільними і девонськими вапняками і доломітами, які створюють умови для карстового рельєфу. Є карри, карстові лійки, карстові шахти і карстові печери . Каржантауське підняття є антиклінальною структурою. Як орографічна одиниця, Каржантау з'явився в після олігоценового періоду.
Хребет має асиметричну будову. З південного сходу Каржантау утворює дуже круті, урвисті бічні схили, які глибоко порізані саями. Каржантау обмежує на заході долину річки Угам. Північно-західні схили пологі. Вони прорізані лівими притоками річки Келес.

## Гідрографія
Каржантау виступає вододілом між сточищами Угам і Чирчика з одного боку, і басейном Келеса — з іншого.
Серед річок сточища Келеса з північно-західного схилу хребта стікають Кизилатасай, Жузумсай, Уясай, Каржансай, Кокпарсай, Мугалисай, а також річка Бадам (притока Арис). У південному і південно-східному напрямку стікають річки сточища Чирчика: Оркутсай, Кизилсу, Акташсай, Таваксай, Азадбашсай.

## Господарське значення
У Каржантау виявлені вторинні кварцити. Поблизу південно-західній частині хребта, за 3-4 км на північ від населеного пункту Сайлик, розташоване комплексне Акташське родовище (корундо-діаспоро-алуніто-агальматолітове).

## Флора
Рослинність на схилах представлена різнотравно-пирійними степами, вище яких лежать високогірні луки. У глибоких долинах, що прорізають бічні схили, зустрічаються ялинники, а до висоти 1400—2000 м — сади і ліси волоського горіха.